# Manuel Eduardo Medina Mariño
Manuel Eduardo Medina Mariño (Aragua de Barcelona, Anzoátegui, 14 de juliol de 1976) és un ciclista veneçolà, professional des del 2004.
Del seu palmarès destaca la victòria final a l'UCI Amèrica Tour de 2008, així com un campionat nacional en ruta i tres triomfs a la Volta al Táchira.
El 9 d'agost de 2013 va ser suspès per dos anys per un positiu mentre disputava la Volta a Guatemala.

## Palmarès
- 2002
  - Vencedor d'una etapa de la Volta a Veneçuela
- 2004
  - Vencedor d'una etapa de la Volta al Táchira
- 2005
  - Vencedor d'una etapa de la Volta a Colòmbia
- 2006
  -  Campió de Veneçuela en ruta
  - 1r a la Volta al Táchira i vencedor de 2 etapes
  - Vencedor d'una etapa de la Volta a Colòmbia
  - Vencedor d'una etapa de la Volta a Veneçuela
  - Vencedor d'una etapa al Clàssic Ciclista Banfoandes
- 2007
  - Vencedor de 2 etapes de la Volta a Colòmbia
  - Vencedor de 2 etapes de la Volta al Táchira
  - Vencedor d'una etapa de la Volta a Guatemala
- 2008
  - 1r a l'UCI Amèrica Tour
  - 1r a la Volta al Táchira i vencedor de 4 etapes
  - 1r a la Volta a Guatemala i vencedor de 3 etapes
  - 1r a la Volta a Trujillo i vencedor d'una etapa
- 2011
  - 1r a la Volta al Táchira i vencedor d'una etapa
  - Vencedor d'una etapa de la Volta a Veneçuela
  - Vencedor d'una etapa de la Volta a la Independència Nacional
  - Vencedor d'una etapa de la Volta a Trujillo
- 2012
  - Vencedor d'una etapa de la Volta al Táchira
- 2013
  - Vencedor de 2 etapes de la Volta al Táchira